# Chamarande
Chamarande és un municipi francès, situat al departament de l'Essonne i a la regió de Illa de França. L'any 2007 tenia 1.071 habitants.
Forma part del cantó de Dourdan, del districte d'Étampes i de la Comunitat de comunes Entre Juine et Renarde.

## Demografia

### Població
El 2007 la població de fet de Chamarande era de 1.071 persones. Hi havia 412 famílies, de les quals 112 eren unipersonals (52 homes vivint sols i 60 dones vivint soles), 112 parelles sense fills, 164 parelles amb fills i 24 famílies monoparentals amb fills.
La població ha evolucionat segons el següent gràfic:
Habitants censats

### Habitatges
El 2007 hi havia 475 habitatges, 419 eren l'habitatge principal de la família, 7 eren segones residències i 49 estaven desocupats. 395 eren cases i 77 eren apartaments. Dels 419 habitatges principals, 343 estaven ocupats pels seus propietaris, 63 estaven llogats i ocupats pels llogaters i 13 estaven cedits a títol gratuït; 23 tenien una cambra, 41 en tenien dues, 58 en tenien tres, 94 en tenien quatre i 203 en tenien cinc o més. 301 habitatges disposaven pel capbaix d'una plaça de pàrquing. A 202 habitatges hi havia un automòbil i a 167 n'hi havia dos o més.

### Piràmide de població
La piràmide de població per edats i sexe el 2009 era:
| Homes | Edats   | Dones |
| ----- | ------- | ----- |
| 0     | 95 o +  | 0     |
| 4     | 90 a 94 | 4     |
| 0     | 85 a 89 | 12    |
| 4     | 80 a 84 | 16    |
| 12    | 75 a 79 | 16    |
| 16    | 70 a 74 | 12    |
| 24    | 65 a 69 | 20    |
| 24    | 60 a 64 | 20    |
| 28    | 55 a 59 | 28    |
| 32    | 50 a 54 | 24    |
| 44    | 45 a 49 | 44    |
| 36    | 40 a 44 | 52    |
| 40    | 35 a 39 | 16    |
| 32    | 30 a 34 | 60    |
| 44    | 25 a 29 | 16    |
| 48    | 20 a 24 | 8     |
| 20    | 15 a 19 | 24    |
| 32    | 10 a 14 | 56    |
| 40    | 5 a 9   | 36    |
| 32    | 0 a 4   | 20    |

## Economia
El 2007 la població en edat de treballar era de 711 persones, 546 eren actives i 165 eren inactives. De les 546 persones actives 509 estaven ocupades (269 homes i 240 dones) i 37 estaven aturades (21 homes i 16 dones). De les 165 persones inactives 49 estaven jubilades, 68 estaven estudiant i 48 estaven classificades com a «altres inactius».

### Ingressos
El 2009 a Chamarande hi havia 441 unitats fiscals que integraven 1.118,5 persones, la mediana anual d'ingressos fiscals per persona era de 22.832 €.

### Activitats econòmiques
Dels 54 establiments que hi havia el 2007, 1 era d'una empresa de fabricació d'altres productes industrials, 9 d'empreses de construcció, 9 d'empreses de comerç i reparació d'automòbils, 8 d'empreses de transport, 3 d'empreses d'hostatgeria i restauració, 2 d'empreses d'informació i comunicació, 4 d'empreses financeres, 3 d'empreses immobiliàries, 6 d'empreses de serveis, 5 d'entitats de l'administració pública i 4 d'empreses classificades com a «altres activitats de serveis».
Dels 9 establiments de servei als particulars que hi havia el 2009, 1 era una autoescola, 1 guixaire pintor, 1 fusteria, 4 lampisteries i 2 electricistes.
Dels 4 establiments comercials que hi havia el 2009, 1 era i 3 supermercats.

## Equipaments sanitaris i escolars
El 2009 hi havia 1 escola maternal integrada dins d'un grup escolar amb les comunes properes formant una escola dispersa i 1 escola elemental integrada dins d'un grup escolar amb les comunes properes formant una escola dispersa.

## Poblacions més properes
El següent diagrama mostra les poblacions més properes.